# Viktor Vogel – Commercial Man
Viktor Vogel – Commercial Man ist eine deutsche Filmkomödie von Lars Kraume aus dem Jahr 2001, die sich satirisch mit der Medien- bzw. Werbebranche auseinandersetzt. In den Hauptrollen spielte Alexander Scheer an der Seite von Götz George, das Drehbuch wurde von Lars Kraume und Thomas Schlesinger entwickelt.

## Handlung
Der junge Viktor Vogel träumt von einem Job in der Werbebranche. Von zahlreichen Absagen auf seine Bewerbungen lässt er sich nicht unterkriegen: Um sich persönlich vorzustellen platzt er dreist in ein Meeting der Frankfurter Werbeagentur Brainstorm, welche gerade ihrem potentiellen Kunden Opel die Werbekampagne für den neuen Speedster präsentiert. Viktors Auftritt bringt das Geschäft zum Scheitern, weshalb er den Zorn des Brainstorm-Chefs Werner Stahl auf sich zieht. Die Marketingdirektorin von Opel, Johanna von Schulenberg, zeigt sich jedoch von Viktors selbstbewusstem und direktem Auftritt beeindruckt, was die Werbeagentur dazu bewegt Viktor doch zu engagieren, um mit seiner Hilfe den Zuschlag für das Projekt zu bekommen. In seinem Vorbild, dem Creative-Director von Brainstorm, Eddie Kaminsky, findet Viktor einen Verbündeten.
Trotz des beruflichen Erfolgs läuft es für Viktor privat nicht so rund. Um in der Werbewelt bestehen zu können, klaut er von seiner Freundin – der Künstlerin Rosa Braun – eine Idee für eine Werbekampagne, woraufhin Rosa Schluss macht. Erst jetzt kommen Viktor langsam Zweifel.

## Trivia
Die in dem Film vorkommenden Firmen sowie ihre Werbekampagnen sind fast durchweg real, was den Film selbst zur Werbung macht und die satirischen Aspekte somit verstärkt. Opel nutzte dies auch in einem Artikel der Kundenzeitschrift Start – Das Opel-Magazin. Götz George fährt in dem Film einen der zwei Prototypen des Opel GT Aero; einen Targa, wie es auch der Speedster ist.